# Tunas Jaya (Buana Pemaca)
Tunas Jaya is een bestuurslaag in het regentschap Ogan Komering Ulu Selatan van de provincie Zuid-Sumatra, Indonesië. Tunas Jaya telt 1981 inwoners (volkstelling 2010).